# 442
Évszázadok: 4. század – 5. század – 6. század
Évtizedek: 390-es évek – 400-as évek – 410-es évek – 420-as évek – 430-as évek – 440-es évek – 450-es évek – 460-as évek – 470-es évek – 480-as évek – 490-es évek
Évek: 437 – 438 – 439 – 440 –  441 – 442 – 443 – 444 – 445 – 446 – 447

## Események

### Nyugat- és Keletrómai Birodalom
- Flavius Dioscorust (nyugaton) és Flavius Eudoxiust (keleten) választják consulnak.
- III. Valentinianus nyugatrómai császár békét köt Geiseric vandál királlyal és elismeri az észak-afrikai Vandál Királyságot. A vandálok letelepednek a volt Africa provinciában és visszaszolgáltatják Mauretaniát és Numidia egy részét.
- II. Theodosius keletrómai császár visszahívja a vandálok ellen küldött flottáját és nagy sereget gyűjt a Moesiába betörő hunok ellen. Bízva abban, hogy legyőzheti a hunokat, visszautasítja Attila követeléseit.

## Születések
- Placidia, III. Valentinianus lánya

## Fordítás
- Ez a szócikk részben vagy egészben  a(z)   442 című angol Wikipédia-szócikk ezen változatának fordításán alapul.  Az eredeti cikk szerkesztőit annak laptörténete sorolja fel. Ez a jelzés csupán a megfogalmazás eredetét és a szerzői jogokat jelzi, nem szolgál a cikkben szereplő információk forrásmegjelöléseként.